# Una botella en el mar de Gaza
Una botella en el mar de Gaza es una película dramática, coproducida entre Canadá, Francia e Israel, y dirigida por Thierry Binisti. Es la adaptación al cine de la novela de Valèrie Zenatti, del mismo nombre.

## Sinopsis
Se trata de la relación entre una chica de 17 años, judía, de Jerusalén, y un muchacho palestino de su misma edad, de Gaza, y de un amor imposible.

## Reparto
El reparto fue internacional.
- Agahte Bonitzer
- Mahmud Shalaby
- Hiam Abbass
- Riff Cohen
- Abraham Belaga
- Jean-Philippe Écoffey
- Smadi Wolfman
- Salim Dau
- Loai Nofi
- François Loriquet

## Producción
Coproducción Francia-Israel; EMA Films / Lama Films / TS Productions. Fotografía de Laurent Brunet.

## Recepción y críticas
La recepción fue bastante buena.

La verdadera razón de ser de 'Una botella en el Mar de Gaza' es justamente esta: el contar una trabajosa historia de comprensión, progresivo respeto y definitivo amor entre una adolescente israelí y un palestino que no se conocen, que sólo se comunican
por Internet y que viven todas las contradicciones de su origen y condición. Se trata, parece decir el director, de poner sobre la mesa los ingredientes para una discusión (más para el espectador de fuera, tal vez, que para los involucrados), todo lo apasionada que se quiera, pero lo más civilizada posible. Y el resultado es un film que se ve sin grandes problemas, con una historia entre tierna y naïve, pero efectiva, y unas consecuencias que serán las que el espectador decida.

En un mundo lleno de desesperanza, de guerra y caos, ambos adolescentes añaden, a las inquietudes propias de su edad, las preguntas que les genera un conflicto que les ha venido impuesto y que les condena a odiarse. Viviremos sus consecuencias a través de los pensamientos de estos dos jóvenes, que viviendo apenas a setenta y siete kilómetros de distancia, habitan mundos absolutamente opuestos.

La crítica fue beneficiosa.

## Premios y reconocimientos
- De la page à l'image - Festival du film du Croisic 2011 (édition n°6): Premio Hublot d'Or a la Mejor Adaptación.[18]
- Festival International des Jeunes Réalisateurs de Saint-Jean-de-Luz 2011 (édition n°16): Ganadora del Premio al Mejor Film.[18]
- Festival du Film de Cabourg - Journées romantiques 2012 (édition n°26): Ganadora del Premio a la Mejor interpretación para Abraham Belaga.[18]*Festival du Film de Cabourg - Journées romantiques 2012 (édition n°26): Nominada al Premio Rendez vous.[18]
- Lumières de la presse étrangère 2013 (édition n°18): Nominada para Mejor escenario y adaptación.[18]
- Jutra Awards 2013: Nominada a Mejor Música Original.[19]
- Lumières de la presse étrangère 2013 (édition n°18): Nominada para Revelación femenina del año por Agathe Bonitzer.[18]
- Lumières de la presse étrangère 2013 (édition n°18):Nominada para Revelación masculina del año por Mahmud Shalaby .[18]
- My French Film Festival 2013 (édition n°3): Nominada a Mejor largometraje.[18]
- Festival du Film Français d'Albi 2012 (édition n°16): Nominada a Coups de coeur 2012.[18]
- Festival du Film de Sarlat 2011 (édition n°20): Nominada a Premio del Público.[18]
- Festival du Film de Sarlat 2011 (édition n°20): Nominada a Premio del Jurado Joven.[18]
- Festival du Film de Sarlat 2011 (édition n°20): Nominada a Prix des Lycéens.[18]
- Arras Film Festival 2011 (édition n°12): Nominada a Premio Cine del Mundo.[18]
- Festival International des Jeunes Réalisateurs de Saint-Jean-de-Luz 2011 (édition n°16): Nominada a Chistera du Public.[18]
- Festival International des Jeunes Réalisateurs de Saint-Jean-de-Luz 2011 (édition n°16): Nominada a Chistera du meilleur réalisateur.[18]
- Festival International des Jeunes Réalisateurs de Saint-Jean-de-Luz 2011 (édition n°16): Nominada a Chistera du jury des jeunes.[18]
- De la page à l'image - Festival du film du Croisic 2011 (édition n°6): Nominada a Premio Público Joven a la Mejor Adaptación.[18]
- De la page à l'image - Festival du film du Croisic 2011 (édition n°6): Nominada a Coup de coeur du jury.[18]

## Banda sonora
La banda sonora de Benoît Charest  fue nominada a Mejor Música Original en los Jutra Awards  de 2013.